# 洪駿軒
洪駿軒（英語：Hinson Hung Chun-hin，1997年—），民主黨成員，前香港觀塘區議會翠屏選區議員。2021年2月2日，高等法院裁定洪駿軒於選舉期間作誤導性陳述，宣佈洪駿軒為非妥為當選，他放棄上訴，已於2021年5月4日失去議席。

## 早年
洪駿軒於觀塘區長大，中學時期就讀觀塘瑪利諾書院，後升讀香港中文大學政治及行政學系。

## 從政
2016年，洪成為民主黨實習生，曾到胡志偉和鄭景陽的區議員辦事處實習，處理觀塘的社區事務，並在往後3年擔任議員助理。

### 參與2019年香港區議會選舉
2019年香港爆發反送中運動後，洪駿軒決定加入民主黨並參選區議會。
洪駿軒於接受訪問時透露，自己在2019年10月1日回家途中，疑因與友人談及警暴問題而觸怒身邊的休班警，即時被捕，被警員按在地上並鎖上手扣帶走，被控普通襲擊。後於11月11日，洪與民主黨另一位候選區議員梁翊婷在觀塘apm商場阻止警察進入商場範圍且要求會見指揮官，但不果，並在沒有警示的情況下被警方拘捕，被控公眾地方行為不檢。
最終，洪駿軒於區議會選舉中獲得4,203票，以三百多票之差擊敗時任議員鄭強峰當選。
歷屆選舉結果
| 政党   | 政党              | 候选人    | 票数  | %     | ±      |
| ------ | ----------------- | --------- | ----- | ----- | ------ |
|        | 公屋聯會/創建力量 | ①. 鄭強峰 | 3,822 | 47.63 | -27.67 |
|        | 民主黨            | ②. 洪駿軒 | 4,203 | 52.37 | 不適用 |
| 多数票 | 多数票            | 多数票    | 381   | 4.75  |        |

### 當選後事件

#### 被顏汶羽攻擊發布錯誤訊息
於2019冠狀病毒病疫情期間，洪駿軒在翠屏邨掛上橫額，橫額寫上「切勿誤信保皇黨蒸口罩」，疑似揶揄民建聯立法會議員蔣麗芸的言論，但蔣的黨友，同為觀塘區議員的顏汶羽卻指控他發布錯誤訊息，造謠抹黑國家。但後來衞生防護中心總監黃加慶於立法會上表示確實沒有蒸口罩能殺菌的科學根據，外科口罩只能使用一次，不能重用。

#### 協助謊稱遭拘留的台籍男子
2020年8月2日，一名台灣羅姓男子向朋友發訊息，表示自己遭香港警方拘留，其友人輾轉找上洪駿軒，並委託洪向大陸委員會香港辦事處尋求協助。但後來發現該男子根本沒有登機前往香港，洪亦無法聯繫該名男子。洪駿軒於期後接受三立新聞台訪問時表示懷疑只是羅姓男子用來挽留其前女友的惡作劇。

#### 裁定為非妥為當選
洪駿軒曾於選舉期間批評時任議員鄭強峰報稱獨立但與建制組織創建力量關係密切，洪在勝選後被對方於2019年12月9日入稟法院申請推翻選舉結果，是首宗針對2019區議會選舉的訴訟。2021年2月2日，高等法院裁定洪駿軒於選舉期間作誤導性陳述，宣佈洪駿軒為非妥為當選，若果他最終上訴失敗，便會失去議席。直至目前為止，選管會尚未正式交代會否舉行補選，而政府則表示短期內無意補選。洪駿軒其後提出上訴，但因眾籌律師費金額不理想，決定撤回上訴申請，於5月4日正式失去議席。

## 資料來源
1. 1 2 3 4  . 蘋果日報. 2019-11-16  [2021-02-03]. （原始内容存档于2021-06-21）.
2. 1 2  . 明報. 2019-12-05  [2021-02-03]. （原始内容存档于2021-02-13）.
3. ↑  . 文匯報. 2020-04-05  [2020-05-18]. （原始内容存档于2020-12-10）.
4. ↑  . RTHK香港電台. 2020-01-30  [2021-02-03]. （原始内容存档于2020-01-31）.
5. ↑  . 三立新聞台. 2020-08-04  [2021-02-03]. （原始内容存档于2020-08-06）.
6. ↑  . 明報. 2019-12-10  [2021-02-03]. （原始内容存档于2021-02-07）.
7. 1 2  . 頭條新聞. 2021-02-02  [2021-02-02]. （原始内容存档于2021-02-07）.
8. 1 2  . 蘋果日報. 2021-02-02  [2021-02-02]. （原始内容存档于2021-02-13）.
9. ↑  . 信報. 2021-02-02  [2021-02-02]. （原始内容存档于2021-02-06）.
10. ↑  陳綽嵐. . 香港01. 2021-05-07  [2021-05-21]. （原始内容存档于2021-05-21）.
11. ↑  . 香港電台. 2021-05-21  [2021-05-21]. （原始内容存档于2021-08-18）.

## 外部連結
- 洪駿軒的Facebook專頁
- .   [2021-02-06]. （原始内容存档于2020-10-28） （中文（香港））.
- . 觀塘區議會. 2020-06-08  [2020-08-24]. （原始内容存档于2020-09-28） （中文（香港））.
- . 民主黨.   [2019-11-30]. （原始内容存档于2021-02-09） （中文（香港））.

| 議會席位      | 議會席位                                             | 議會席位 |
| ------------- | ---------------------------------------------------- | -------- |
| 前任： 鄭強峰 | 觀塘區議會 翠屏選區區議員 2020年1月1日－2021年5月3日 | 空缺     |